# Aline Fiedler

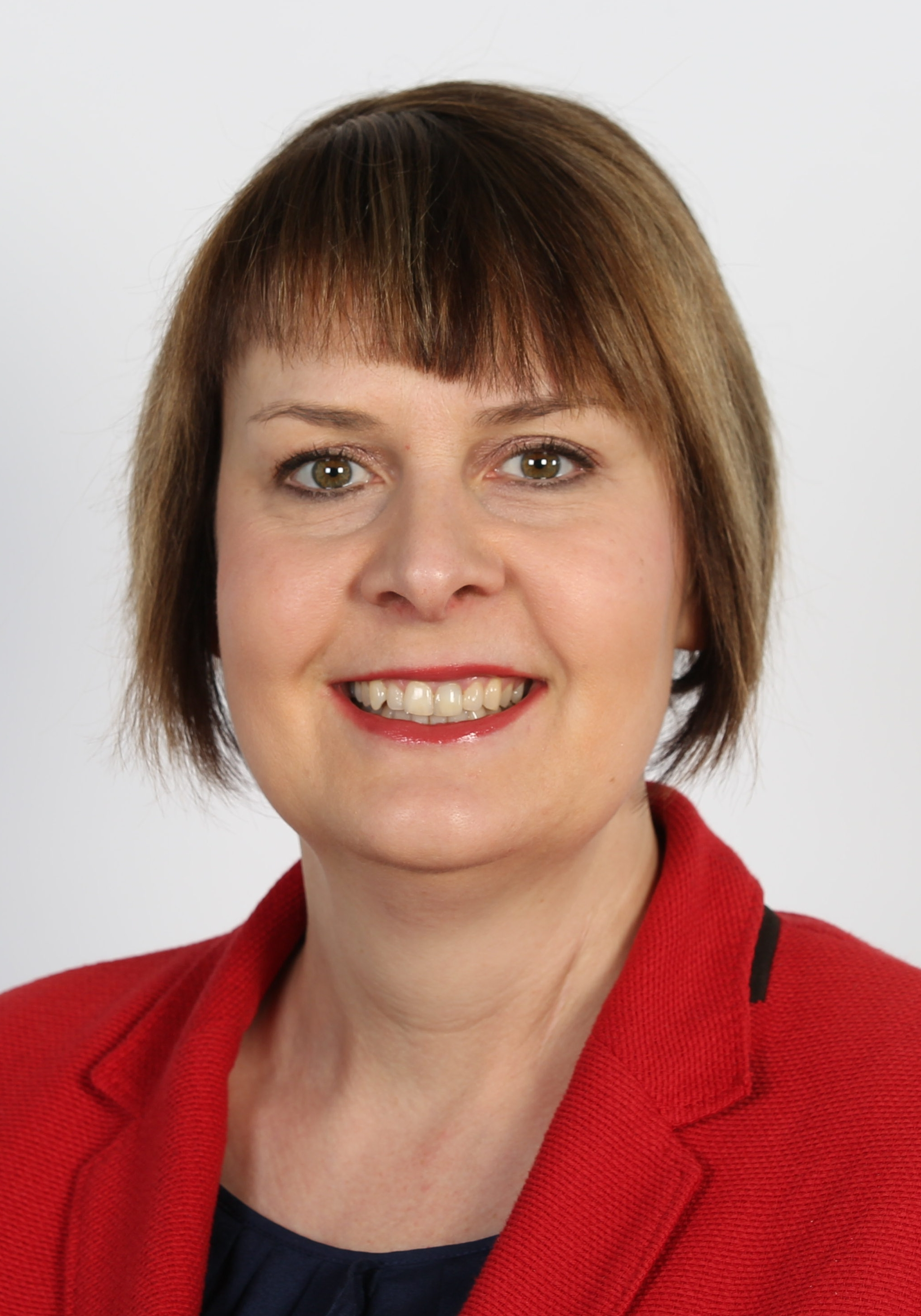
Aline Fiedler (2016)

Aline Fiedler (* 3. Juli 1976 in Dresden) ist eine deutsche Politikerin (CDU) und war zwischen 2009 und 2019 Mitglied des Sächsischen Landtags.

## Leben
Fiedler besuchte die 49. POS Dresden. Nach Ablegen ihres Abiturs am Gymnasium Dresden-Plauen nahm Fiedler 1995 ein Magisterstudium der Neueren und Neuesten Geschichte, Rechtswissenschaft und Soziologie an der Technischen Universität Dresden auf. Nachdem sie dieses erfolgreich abgeschlossen hatte, war sie von 2003 bis 2008 als Referentin für Presse- und Öffentlichkeitsarbeit im Sächsischen Staatsministerium der Finanzen und anschließend bis 2009 im Sächsischen Staatsministerium für Kultus tätig.
Fiedler lebt in Dresden.

## Politik
Seit 1997 ist Fiedler Mitglied der CDU. Von 1999 bis 2000 war sie Vorsitzende des Kreisverbands der Jungen Union in Dresden. Dem Stadtrat der sächsischen Landeshauptstadt gehörte sie von 1999 bis 2009 an. Bei der Landtagswahl 2009 gelang ihr als Direktkandidatin im Wahlkreis Dresden 1 mit einem Stimmenanteil von 33,2 % der Einzug in den Sächsischen Landtag. 2014 gelang ihr die Wiederwahl mit 31,7 % der Stimmen im Wahlkreis Dresden 3. Sie war Mitglied im Ausschuss für Wissenschaft und Hochschule, Kultur und Medien sowie im Ausschuss für Schule und Sport. In der 6. Legislaturperiode war Fiedler Vorsitzende des Arbeitskreises für Wissenschaft und Hochschule, Kultur und Medien der CDU-Fraktion sowie ihre Sprecherin für Wissenschaft, Kultur und Medien. Sie ist Mitglied im Sächsischen Kultursenat und Vizepräsidentin des Sächsischen Musikrates.
Seit 2011 ist Fiedler stellvertretende Kreisvorsitzende der CDU Dresden.
Vor der Landtagswahl 2019 gab sie bekannt, sich nicht erneut um ein Mandat zu bemühen und sich aus der Politik zurückzuziehen.